# Rudolf Flach
Rudolf Flach (* 26. März 1884 in Memmingen; † 18. Dezember 1969 in Kempten (Allgäu)) war ein deutscher Jurist.

## Werdegang
Flach war von 1938 bis 1945 Präsident des Landgerichts Kempten. Als Gegner des NS-Regimes gehörte er der bayerisch-bürgerlichen Widerstandsgruppe um Franz Sperr an. Nach Ende des Zweiten Weltkriegs baute er die Gerichte des Landgerichtsbezirks wieder auf und war neben seiner Tätigkeit in der Justizverwaltung auch Vorsitzender Richter einer Zivilkammer. Im Mai 1952 trat er in den Ruhestand.
Er war lange Jahre Mitglied in der Landessynode der Evangelisch-Lutherischen Kirche in Bayern. 
Seit dem Studium war er Mitglied der Studentenverbindung Akademischer Gesangverein München im SV.

## Ehrungen
- 1958: Verdienstkreuz 1. Klasse der Bundesrepublik Deutschland

## Quelle
- Bundesarchiv B 122/38473